# Crazy, Stupid, Love
Crazy, Stupid, Love är en amerikansk romantisk komedi film från 2011 regisserad av Glenn Ficarra och John Requa. Filmen skrevs av Dan Fogelman och i rollerna syns Steve Carell, Emma Stone, Ryan Gosling, Julianne Moore, Marisa Tomei och Kevin Bacon.
Filmen hade premiär den 29 juli 2011 och spelade in 145 miljoner dollar mot en budget på 50 miljoner dollar. Ryan Gosling blev nominerad till en Golden Globe för bästa skådespelare för sin insats.

## Handling
Den medelålders Cal Weaver (Carell) hamnar i en ofrivillig skilsmässa och träffar då den mycket yngre Jacob Palmer (Gosling) på en bar, som lär honom hur man raggar upp tjejer och undervisar honom i manlighet och stil.

## Rollista (i urval)
- Steve Carell – Cal Weaver
- Ryan Gosling – Jacob Palmer
- Julianne Moore – Emily Weaver
- Emma Stone – Hanna Weaver
- Marisa Tomei – Kate Tafferty
- Kevin Bacon – David Lindhagen
- Lio Tipton – Jessica Riley
- Jonah Bobo – Robbie Weaver[10]